# Stefan Wincenty Frelichowski
Stefan Wincenty Frelichowski (22. ledna 1913, Chełmża – 23. února 1945, koncentrační tábor Dachau) byl polský římskokatolický kněz a člen Svazu polského skautingu, oběť nacismu. Katolická církev jej uctívá jako blahoslaveného mučedníka.

## Život

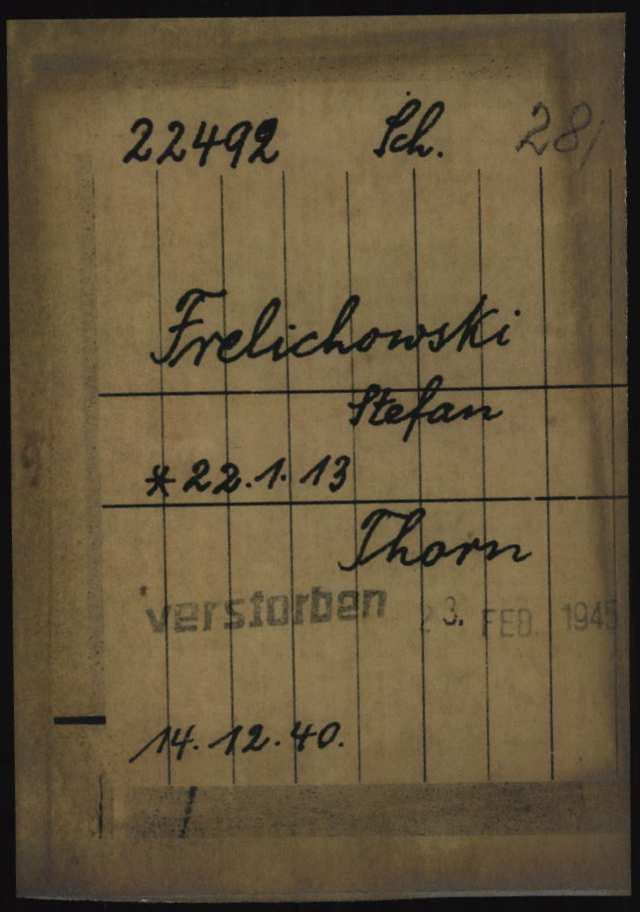
Jeho registrační karta jako vězně koncentračního tábora Dachau

Narodil se dne 22. ledna 1913 v Chełmze jako třetí ze sedmi dětí pekaři Ludwiku Frelichowskému a Martě Olszewské. Jeho sourozenci byli Czesław, Leonard (zvaný Leszek), Eleanor, Stefania a Marcjanna Marta.
Od svých devíti let působil jako ministrant. V roce 1923 započal svá středoškolská studia v Pelpinu, kde byl 26. května 1927 přijat do Mariánské družiny. Dne 21. března 1927 se připojil ke skautskému hnutí a v červnu téhož roku složil slavnostní přísahu. Později se stal skautským vedoucím. Ve volném čase se také věnoval veslování. V červnu roku 1931 maturoval na střední škole a poté pokračoval ve studiu na kněze. Během církevních studií byl nadále aktivním členem skautského klubu. Kromě toho patřil ke Společenství křesťanského života v Chełmze. Během svých studií a formace v Pelpinu se angažoval v Abstinentním hnutí a spolupracoval s konfederací Caritas.
Dne 14. března 1937 přijal kněžské svěcení v katedrální bazilice Nanebevzetí Panny Marie v Pelplinu z rukou biskupa z Chełmna Stanisława Okoniewského. Nejprve sloužil biskupovi jako sekretář a v lednu roku 1938 byl jmenován vikářem farnosti Nejsvětější Trojice ve Wejherowu a od 1. září 1938 působil jako vikář farnosti Nanebevzetí Panny Marie v Toruni, kde byl odpovědný za farní tisk.
Dne 11. září 1939 byl zatčen gestapem spolu se všemi duchovními v okolí, avšak většina z nich byla následujícího 12. září propuštěna. Dne 18. října 1939 byl dočasně uvězněn v táboře Fort VII. v Toruni a 10. ledna 1940 byl transportován do tranzitního tábora v Gdaňsku-Nowy Port. Krátce poté byl poslán do koncentračního tábora Stutthof, kde zůstal až do dubna roku 1940. Poté krátce pracoval ve štěrkovně v Grenzdorfu.
Dne 10. dubna 1940 byl deportován do koncentračního tábora Sachsenhausen. Tam byl nucen pracovat v márnici. Kvůli svému přesvědčení byl obtěžován zejména personálem tábora. 14. prosince 1940 byl převezen do koncentračního tábora Dachau, konkrétně do bloku 30 a obdržel táborové číslo 22492. Během pobytů v koncentračních táborech pokračoval v kněžské službě mezi spoluvězni.
Při ošetřování nakažených vězňů se nakazil tyfem a také onemocněl zápalem plic. Zemřel dne 23. února 1945 v koncentračním táboře Dachau a jeho ostatky byly před zpopelněním obloženy bílým prostěradlem ozdobeny květinami. Předtím však vězeň Stanisław Bieniek vyrobil posmrtnou masku a odlitek pravé ruky zesnulého kněze.

## Úcta
Jeho beatifikační proces započal dne 12. listopadu 1993, čímž obdržel titul služebník Boží. Dne 26. března 1999 podepsal papež sv. Jan Pavel II. dekret o jeho mučednictví.
Blahořečen pak byl dne 7. června 1999 v Toruni papežem sv. Janem Pavlem II. během jeho návštěvy Polska.
Jeho památka je připomínána 22. února. Bývá zobrazován v kněžském oděvu. Je patronem polských skautů.